# Арекеева, Светлана Тимофеевна
 Арекеева Светлана Тимофеевна  (1 июля, 1962, д. Косоево, Увинский район, УАССР) — литературовед, кандидат педагогических наук, доцент кафедры удмуртской литературы и литературы народов России в Удмуртском государственном университете.

## Биография
Арекеева Светлана Тимофеевна родилась 1 июля 1962 г. в д. Косоево Увинского района УАССР в семье колхозника. Поступила на филологический факультет Удмуртского государственного университета, после окончания Жужгесской средней школы, который закончила в 1984 г. После этого в течение трёх лет она преподавала в Жужгесской средней школе русский язык и литературу, удмуртский язык и литературу.
В 1987 г. поступила в аспирантуру Института национальных школ МО РФ (Москва). В 1991 г. защитила кандидатскую диссертацию по проблеме взаимосвязанного изучения финно-угорских литератур.
С 1991 г. работает преподавателем в УдГУ на кафедре удмуртской литературы и литератур народов России. С. Т. Арекеева читает курсы по истории удмуртской литературы (l920-1950-x гг.), методики преподавания литературы в школе, венгерской литературы, финно-угорских литератур России.
В 2010 г. выиграла грант Эразмус Мундус Triple I и стажировалась в Финляндии (университет г. Турку, 01.09.2010 — 28.02.2011 гг.).

## Научная деятельность
Научная деятельность С. Т. Аракеевой направлена на изучение специфики удмуртского литературного процесса 1920—1950-х годов; эмпирическое расширение, обновление материала исследования путем введения в научный оборот малоизвестных удмуртских писателей и их творческого наследия.
Арекеева С. Т. принимала участие в VIII (Ювяскюля, 1995), IX (Тарту, 2000), Х (Йошкар-Ола, 2005) Международных конгрессах по финно-угроведению, международных конференциях (Оулу — 1993; Таллин-Высу — 1994; Печ −1999), во Всероссийских конференциях финно-угроведов и фольклористов (Москва — 1997,2000; Саранск — 2000) и др. Также она проходила стажировку по венгерскому языку в Сомбатхее и Дебрецене.
В 2010—2011 гг. работала по грантовому проекту РГНФ 10-04-80404 а/У, посвященному исследованию поэтики удмуртской прозы 1920—1950-х г.
С. Т. Арекеева является автором школьных программ и учебников по удмуртской литературе, учебных пособий для студентов. Имеет более 70 опубликованных работ. Она автор более 130 научных статей, учебно-методических пособий «Г. С. Медведевлэн чеберлыко дуннеез („Лозя бесмен“ романэзъя)» (1997 г.), «Удмурт литература 1919-1950-ти аръёсы» (2007 г.), «Кылёз лёгем но пытьымы…» (2008 г.), «История удмуртской литературы: поэтика портрета» (2013 г.), «Удмуртская драматургия XX — начала XXI века» (2015 г.) и др. Соавтор и редактор таких работ, как коллективная монография «Удмуртская литература XX века: направления и тенденции развития» (1999 г.), учебное пособие «Движение эпохи — движение литературы. Удмуртская литература XX века» (2002 г.) и др. Под руководством доцента С. Т. Арекеевой написано более 150 дипломных работ студентов.
В разные годы Арекеева С. Т. участвует в Летних университетах начинающих литераторов (проект общества им. Кастрена). Является одним из организаторов всероссийских олимпиад по языкам и литературам народов России. Участвовала в разработке концепции литературного образования в удмуртской школе и подготовке новой программы по литературе (2002 г.).

#### Список научных работ
Арекеева, С. Т. Литературы финно-угорских народов России: Программа по спецкурсу для студентов факультета удмуртской филологии // Программы по спецкурсам для студентов факультета удмуртской филологии. — Ижевск: Изд-во УдГУ, 1996. — С. 23-40.
Арекеева, С. Т. Г. С. Медведевлэн чеберлыко дуннеез («Лозя бесмен» романэзъя) : Учеб.-метод. пособие. Ижевск: Изд-во Удм. ун-та, 1997. 75 б.
Арекеева, С. Т. Художественное своеобразие повести Кузебая Герда «Мати» // Проблемы удмуртской и финно-угорской филологии: Межвузовский сборник научных трудов / Удм. Ун-т. Кафедра общего и финно-угорского языкознания. — Ижевск: Изд-во Удм. ун-та, 1999. — С. 67-77.
Арекеева, С. Т. «Город» и «завод» в поэзии Кузебая Герда // Congressus Nonus Internationalis Fenno-Ugristarum 7.-13.8.2000. Tartu. Pars VIII. Litteratura. Archaeologia. Anthropologia. Genetica. Acta Congressus. — Tartu, 2001. — C. 30-35.
Арекеева, С. Т. Поэтика романа М. Коновалова «Вурысо бам» // Актуальные вопросы финно-угроведения и преподавания финно-угорских языков: Научные издания Московского Венгерского колледжа. II/2. — М., 2002. — С. 7-17.
Арекеева, С. Т. Условность как стилевая доминанта романа М. Коновалова «Вурысо бам» («Лицо со шрамом») // Движение эпохи — движение литературы. Удмуртская литература XX века: Учебное пособие / Под ред. Т. И. Зайцевой и С. Т. Арекеевой. — Ижевск: Издательский дом «Удмуртский университет», 2002. — С. 70-86.
Арекеева, С. Т. Проблема отцов и детей в удмуртской литературе // Движение эпохи — движение литературы. Удмуртская литература XX века: Учебное пособие / Под ред. Т. И. Зайцевой и С. Т. Арекеевой. — Ижевск: Издательский дом «Удмуртский университет», 2002. — С. 87-102.
Арекеева, С. Т. Становление методики преподавания удмуртской литературы в школе // Национальная школа: прошлое, настоящее, будущее: Материалы научно-практической конференции. 26-28 октября 2000 года. — Ижевск: Удмуртия, 2003. — С. 158—169.
Арекеева, С. Т. Удмурт литература 1917/19-1950-ти аръёсы // Удмурт литературалэн историез: Ужан программа / Валтись ред. Т. И. Зайцева, Г. А. Глухова. — Ижкар: «Удмурт университет» книга поттон корка, 2003. — 15-46-ти б. Гриф УМО.
Арекеева, С. Т. «Железная дорога» и «поезд» в удмуртской литературе // Язык, литература, культура: диалог поколений: Сб. научных статей. — Чебоксары: Чувашгоспедуниверситет им. И. Я. Яковлева. Факультет русской филологии, 2004. — С. 280—287.
Арекеева, С. Т. Автобиографический аспект творчества удмуртского писателя Кедра Митрея (1982—1949) // Изучение творческой индивидуальности писателя в системе филологического образования: профильные классы: Материалы XI Всероссийской научно-практической конференции «Изучение творческой индивидуальности писателя в системе филологического образования: наука-вуз-школа» Екатеринбург, 24-25 марта 2005 г. / Уральский госпедуниверситет. Институт филологических исследований и образовательных стратегий «Словесник». — Екатеринбург, 2005. — С. 175—179.
Арекеева, С. Т. Поэтика портрета в удмуртской литературе: Учебный практикум для самостоятельной работы студентов по специальности «Филология» / Авторы-составители Л. П. Федорова, С. Т. Арекеева. — Ижевск, 2005. — 196 с.
Арекеева, С. Т. Любовная тематика в удмуртской прозе 1920-30-х годов // Литература Урала: история и современность: Сборник статей. Выпуск 2. Материалы Всероссийской научной конференции «Литература Урала: проблема региональной идентичности и развитие художественной традиции», (Екатеринбург, 5-7 окт. 2006 г. — Екатеринбург: УрО РАН; Издательский дом «Союз писателей», 2006. — С. 153—163.
Арекеева, С. Т. Творческая индивидуальность Александра Эрика // Вестник Удмуртского университета. Филологические науки. — 2007. — № 5. — С. 79-88.
Арекеева, С. Т. Удмурт литература 1919-1950-ти аръёсы: Учебно-методическое пособие / Удмурт кун университет. — Ижевск, 2007. — 174 б.
Арекеева, С. Т. Пространственно-временные параметры художественного мира Кедра Митрея // Материалы Х Международного конгресса финно-угроведов: Литературоведение, фольклористика и этнология: VII часть / Мар. гос. ун-т. — Йошкар-Ола, 2008. — С. 15-22.
Арекеева, С. Т. «Кылёз лёгем но пытьымы…»: Удмурт литературая хрестоматия-практикум (1919-1935-ти аръёс). — Ижевск: Удмуртия, 2008. — 356 б. (В соавторстве с Глуховой Г. А.)Арекеева, С. Т. Жанровая специфика рассказов удмуртского писателя А. Багая (1904—1984) // «Финно-угры — славяне — тюрки: опыт взаимодействия (традиции и новации)». — Ижевск: Издательство «Удмуртский университет», 2009. — С. 641—648.
Арекеева, С. Т. Роман Кедра Митрея «Секыт зибет» в зеркале критики 1930-х гг. // Пермистика 10: Вопросы пермской и финно-угорской филологии: Материалы X Международного симпозиума «Диалекты и история пермских языков во взаимодействии с другими языками» (24-25 марта 2004 г., Ижевск) / Уд. гос. ун-т. Кафедра общего и финно-угорского языкознания. — Ижевск: Изд-во «Удмуртский университет», 2009. — С. 75-86.
Арекеева, С. Т. Особенности удмуртской детской прозы 1920-30-х годов // Языки и культура финно-угорских народов в условиях глобализации: Материалы IV Всероссийской конференции финно-угроведов. — Ханты-Мансийск, 2009. С. 168—172.
Арекеева, С. Т. Евангельские реминисценции в повести удмуртского писателя Я. Ильина «Шудо вапум» («Счастливое время») // Финно-угристика 9 : межвуз. сб. науч. тр. / редкол.: М. В. Мосин (отв. ред.) (и др.). — Саранск: Изд-во Мордов. ун-та, 2010. — С. 38-43.
Арекеева, С. Т. Удмуртская «малая проза» 1920—1930-х гг.: поиски жанра // Проблемы филологии народов Поволжья: материалы Всероссийской научно-практической конференции (1-2 апреля 2010 г.). / отв. редактор А. Т. Сибгатуллина. — Вып. 4. — М. — Ярославль: Ремдер, 2010. — С. 49-52.
Арекеева, С. Т. Комический дискурс в удмуртской прозе 1920—1930-х годов // Congressus XI. Internationalis Fenno-ugristarum. — Piliscsaba, 2010. — Pars II. — P. 233—234.
Арекеева, С. Т. Сюрес вожын: Веросъёсын бичет (1919-1935-ти аръёс) / Азькылзэ гожтиз, люказ, радъяз но валэктонъёс сётиз С. Т. Арекеева. — Ижкар: «Удмурт университет» книгапоттонни, 2010. — 468 б.

##### Учебники-хрестоматии по удмуртской литературе
Арекеева, С. Т. Удмуртская литература: учебник-хрестоматия для 7 класса / С. Т. Арекеева. — Ижевск: Удмуртия, 2004. — 280 б.
Удмуртская литература: Учебник-хрестоматия для 7 класса. На удмуртском языке / 2 изд., исправл. / Автор-составитель С. Т. Арекеева. — Ижевск: Удмуртия, 2017. — 304 б: ил.
Арекеева С. Т. Удмуртская литература: 10-11 классы. На удмуртском языке. Ижевск: Удмуртия, 2008. 408 с. (В соавт. с Пантелеевой В. Г., Фёдоровой Л. П., Шкляевым А. Г.).

##### Методические пособия
Удмуртская литература. 7 класс. Методическое пособие. На удмуртском языке — Ижевск: Удмуртия, 2017. — 52 бам.

##### Программы по обучению удмуртскому языку и литературе детей, слабо владеющих родным языком, для 5-9 классов
Программы по обучению удмуртскому языку и литературе детей, слабо владеющих родным языком. 5-9 классы. На удмуртском языке. / Сост. А. Н. Журавлёва, А. Ф. Шутов (Программа по обучению удмуртскому языку); В. Г. Пантелеева, Л. П. Фёдорова, С. Т. Арекеева, под общей ред. В. Г. Пантелеевой (Программа по удмуртской литературе. — Ижевск: Удмуртия, 2006. 40 с.

## Награды
- Лауреат Государственной премии УР (2008 г.)
- Почётная грамота Госсовета УР (2004)
- Почетное звание «Заслуженный работник народного образования УР» (2011г)